# عبد الله اليزيدي (لاعب كرة قدم مواليد 1989)
عبد الله اليزيدي (مواليد 12 أغسطس 1989) هو لاعب كرة قدم قطري يلعب في خط الوسط حالياً مع نادي الشحانية.
كانت بداياته مع نادي أم صلال و انتقل بعدها إلى نادي الشحانية و انتقل إلى نادي الريان و لم يلعب معهم وأعاره الريان سابقاً إلى نادي الخور و أعاره في عام 2016 إلى نادي الشحانية و في موسم 2017 وقع بشكل دائم مع نادي الشحانية .

## روابط خارجية
- عبد الله اليزيدي على موقع Soccerway.com (الإنجليزية)